# Nadbudówka

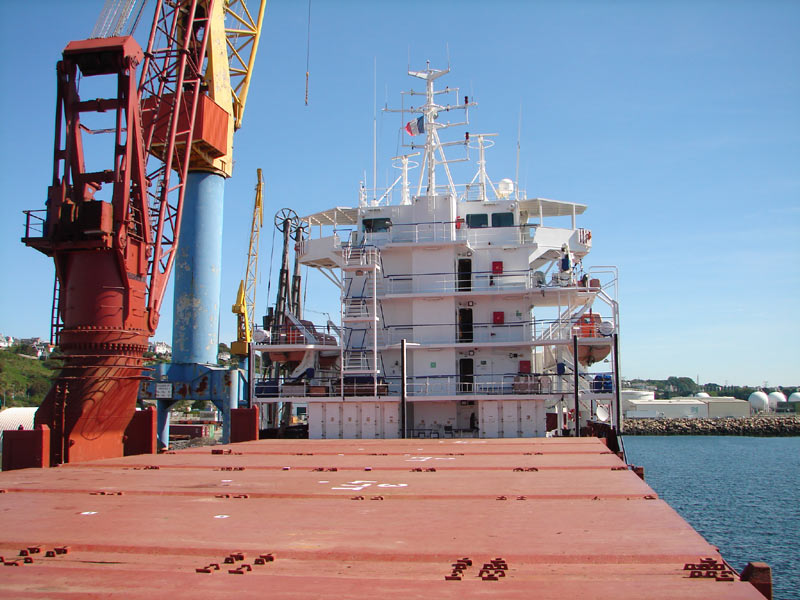
Nadbudówka statku; widać wolne przejścia przy burtach

Nadbudówka – konstrukcja znajdująca się na pokładzie jednostki pływającej. Jej zadaniem jest zwiększenie pojemności pomieszczeń pod pokładem (poprzez zwiększenie ich wysokości ponad krawędź burt, choć ich nie dotyka pozostawiając wolne przejście z obu stron). Dodatkowo nadbudówki stanowią obudowę otworów komunikacyjnych takich jak zejściówki.

## Nadbudówki na małych jednostkach
Na mniejszych jednostkach pływających (np. jachtach) jest to niewielkie wyniesienie pokładu jednostki na części jej długości i na całej szerokości kadłuba, czym różni się od pokładówki, która jest wyniesieniem ograniczonym po bokach półpokładami. Zazwyczaj po całej powierzchni nadbudówki można chodzić, podczas gdy pokładówkę się omija. Stąd też nadbudówki są zwykle niewielkiej wysokości i nie sięgają linii wyznaczonej nadburciem lub sztormrelingiem reszty pokładu, podczas gdy pokładówki mogą być nawet normalnymi pomieszczeniami na górnym pokładzie. Czasem powierzchnia nadbudówki może płynnie schodzić do poziomu sąsiadującego z nią półpokładu, lub też może kończyć się wręcz na skraju dziobu lub (rzadziej) rufy.

## Nadbudowy na dużych jednostkach
Na dużych jednostkach pływających, wielopokładowych (wielopiętrowych), pojęciem nadbudowy określa się pomieszczenia wybudowane powyżej linii najwyższego pokładu, o ile ich boczne ściany sięgają burt, zwiększając pływalność i wytrzymałość wzdłużną kadłuba.
Nadbudówka okrętu podwodnego nazywana jest kioskiem, na niej instaluje się wszelkie maszty (np. radiowy, peryskop).
Nadbudowy na dziobie i rufie jednostki określane są odpowiednio dziobówką i rufówką.